# (14834) Isaev
(14834) Isaev – planetoida z pasa głównego asteroid okrążająca Słońce w ciągu 3 lat i 164 dni w średniej odległości 2,28 j.a. Została odkryta 17 września 1987 roku w Krymskim Obserwatorium Astrofizycznym w Naucznym na Półwyspie Krymskim przez Ludmiłę Czernych. Nazwa planetoidy pochodzi od Aleksieja Michajłowicza Isajewa (1908-1971), konstruktora zaangażowanego w stworzenie cieczy napędowej dla pojazdów kosmicznych. Przed nadaniem nazwy planetoida nosiła oznaczenie tymczasowe (14834) 1987 SR17.